# Thury-Harcourt
Thury-Harcourt – miejscowość i dawna gmina we Francji, w regionie Normandia, w departamencie Calvados. W dniu 1 stycznia 2016 roku z połączenia pięciu ówczesnych gmin – Caumont-sur-Orne, Curcy-sur-Orne, Hamars, Saint-Martin-de-Sallen oraz Thury-Harcourt – powstała nowa gmina Le Hom. Siedzibą gminy została miejscowość Thury-Harcourt. W 2013 roku populacja Thury-Harcourt wynosiła 2042 mieszkańców. 